# Регуларес
Местните редовни войски, известни като Регуларес, са доброволчески пехотни части на испанската армия, набирани предимно в градовете Сеута и Мелиля.
Състоящи се от местна пехота и кавалерия, наети в Испанско Мароко, формират част от Африканската армия с офицери от испанци, когато изиграват значителна роля в Гражданската война в Испания (1936 – 1939).

## История
Регуларес са създадени през 1911 г. по заповед на генерал Дамасо Беренгер. Задачата на тези части лека пехота, чиито войници са добре запознати с условията на войната в Северно Мароко, е да се бият с берберските части по време на Рифската война. Войниците в този корпус са набирани от жителите на Северно Мароко. Освен в Рифската война, регулярите участват в потушаването на въстанието на испанските миньори в Астурия през 1934 г., а най-активно на страната на франкистите – по време на Гражданската война в Испания между 1936 и 1939 г. Самият Франсиско Франко служи от 1913 до 1920 г. в Регуларес.
След независимостта на Мароко през 1956 г. Регуларес, които се състоят от 8 полка са разпуснати. По настоящем са запазени само 2 редовни полка. Военен персонал, нает преди това в Мароко се набира от жители на испанските ексклави Сеута и Мелиля.
Регуларес често участват в мироопазващи мисии (включително на ООН) в различни региони на света. Те са най-изявената и заслужена част от съвременната испанска армия.